# Les Mots pour lui dire
Pour plus de détails, voir Fiche technique et Distribution.
Les Mots pour lui dire (titre original : The Rewrite) est une comédie romantique américaine réalisée par Marc Lawrence et sortie en 2014.

## Synopsis
Scénariste d'origine anglaise, Keith Michaels a obtenu un oscar et la renommée 15 ans auparavant. Depuis, son étoile s'est progressivement éteinte. À tel point qu'il finit par accepter un poste d'enseignant d'écriture de scénario dans une petite université de Nouvelle-Angleterre. Sa culture hollywoodienne et son manque d'expérience pédagogique lui font accumuler les faux pas, comme coucher avec une de ses futures étudiantes dès le premier soir, choisir ces dernières sur des motifs principalement plastiques, des blagues sexistes malvenues et absence d'engagement pédagogique. À cela s'ajoute l'insistance d'une mère célibataire à participer à son cours. 
Avec l'aide de son directeur de département, d'un collègue et d'un voisin, il tente de redresser la barre et de s'intéresser à ses élèves. Mais ses propos sexistes menacent de l'amener devant le comité local d'éthique et Keith décide alors de laisser tomber.

## Fiche technique
- Titre français : Les Mots pour lui dire
- Titre québécois : Une nouvelle histoire[1]
- Titre original : The Rewrite
- Réalisation : Marc Lawrence
- Scénario : Marc Lawrence
- Photographie : Jonathan Brown
- Montage : Ken Eluto
- Production : Liz Glotzer
- Société(s) de production : Castle Rock Entertainment, Resnick Interactive Development

- Musique : Clyde Lawrence
- Pays d'origine :  États-Unis
- Langue originale : anglais
- Genre : Comédie romantique
- Durée : 107 minutes
- Dates de sortie : 
  - Première le 15 juin 2014 au festival international du film de Shanghai
  - USA : 13 février 2015
  - France : 2 décembre 2015 (directement en vidéo)[2]

## Distribution

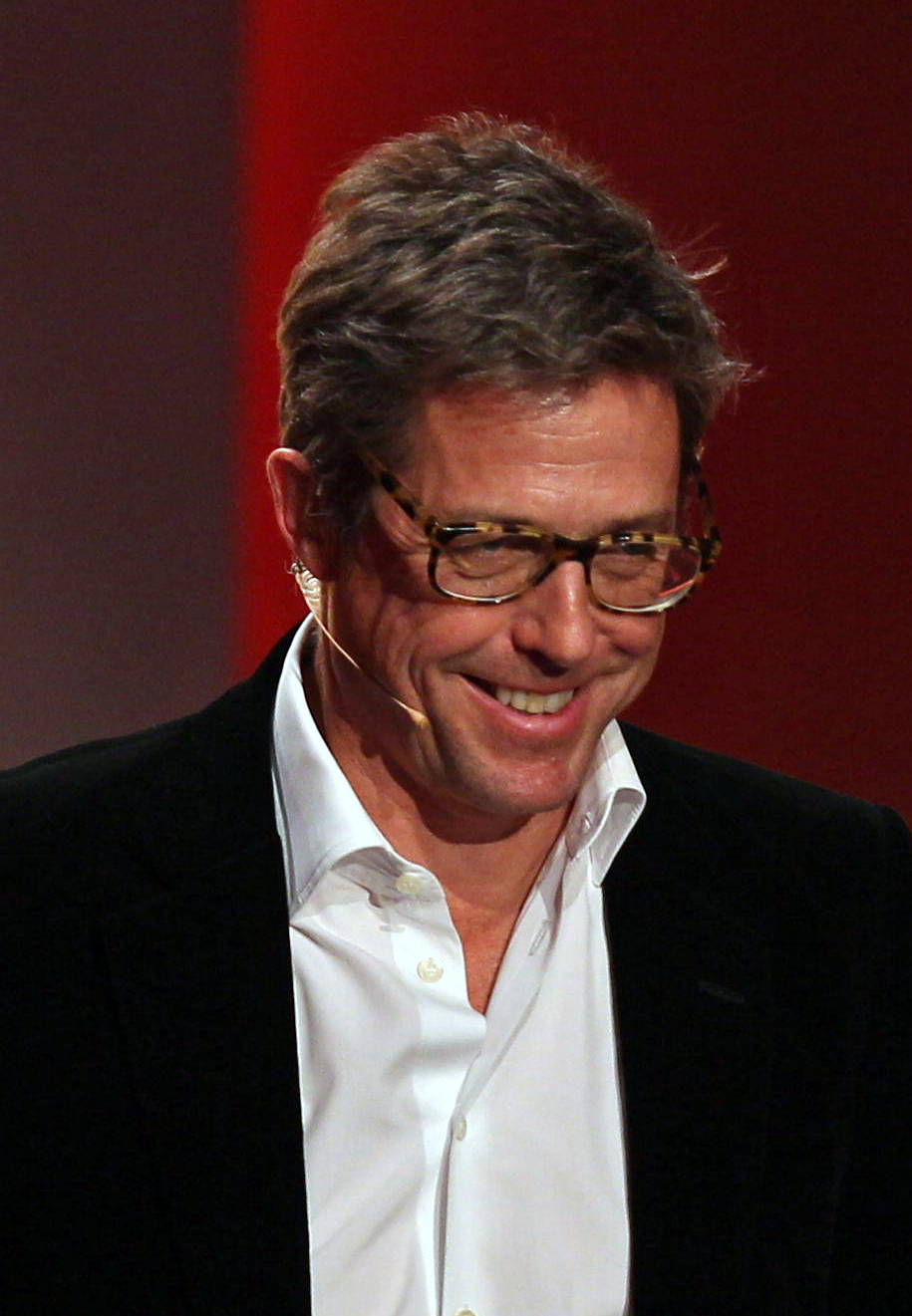
L'acteur principal Hugh Grant, en pleine promotion du film, en novembre 2014.

- Hugh Grant (VF : Thibault de Montalembert) : Keith Michaels
- Marisa Tomei : Holly Carpenter
- J.K. Simmons : Dr Lerner
- Allison Janney : Mary Weldon
- Bella Heathcote : Karen
- Chris Elliott : Jim
- Whit Baldwin : Doug
- Vanessa Wasche : Rona
- Enid Graham : Trina
- Shannon Marie Sullivan : Sue
- Jason Antoon : Greg Nathan
- Jenny Neale : Jenny Glick
- Caroline Aaron : Ellen
- Lily Wen : Judy
- Olivia Luccardi : Chloe
- Mark Nelson : Josh
- Bruce Sabath : Paul Prentiss
- Karen Pittman : Naomi Watkins
- Veanne Cox : Clara Foss
- Maggie Geha : Flo Bai
- Damaris Lewis : Maya
- Lauren Macklin : Rachel Anslow
- Nicole Patrick : Jessica
- Emily Morden : Andrea Stein-Rosen
- Annie Q. : Sara Liu
- Aja Naomi King : Rosa
- Andrew Keenan-Bolger : Billy Frazier
- Steven Kaplan : Clem Ronson
- Kate Cullen Roberts : Tina
- Lauren V. Palmer : Dana Carpenter
- Ella Rubin : Etta Carpenter
- Liz Callaway : Mrs. Lerner
- Rebecca Luker : Joan
- Sanjiv Jhaveri : Dr. Goel